# L'Indépendant (Burkina Faso)
Pour les articles homonymes, voir L'Indépendant.
L'Indépendant est un quotidien burkinabé fondé en 1993 par Norbert Zongo, qui le dirige jusqu'à son assassinat en 1998 ; son siège est situé dans la capitale, Ouagadougou.

## Histoire et ligne éditoriale
Le journal paraît pour la première fois en 1993 ; il est fondé par Norbert Zongo, qui rédige la plupart des articles, signés du pseudonyme « Henri Sebgo ». Directeur de la publication, il refuse l'autocensure et écrit dans le quotidien du 2 juin 1993 : « L'Indépendant sera indépendant ou ne sera pas. » Il s'oppose directement au régime de Blaise Compaoré, dénonçant dans les années 1990 l'omniprésence de la corruption au sein de l'État.
L'Indépendant s'intéresse également aux divers mouvements sociaux qui traversent le pays et à la société civile ; il couvre ainsi largement la grève des étudiants de 1996-1997.
En 1998, Norbert Zongo est assassiné alors qu'il enquête sur la mort du chauffeur de François Compaoré, le frère du président burkinabé Blaise Compaoré. Son décès, auquel sont mêlés le président et sa garde personnelle, donne naissance à un mouvement de contestation à travers le pays, ainsi qu'à des protestations internationales,. Aucune enquête judiciaire indépendante n'a eu lieu durant la présidence de Blaise Compaoré.
En décembre 2012, le Conseil supérieur de la communication burkinabé suspend la parution du journal durant une semaine, pointant des « manquements récurrents du journal au droit à l’image et à la déontologie » ; l'organisme non gouvernemental Reporters sans frontières proteste contre cette décision, y voyant une volonté de « sanctionner la ligne éditoriale du magazine ». L'Indépendant conserve en effet son esprit critique à l'égard du pouvoir en place.

## Diffusion
Au cours des années 1990, avec plus de 15 000 exemplaires diffusés, L'Indépendant est le quotidien burkinabé le plus diffusé. Dans les années 2010, sa diffusion tournerait autour de 16 000 exemplaires.